# Richard Permin
Richard Permin est un skieur professionnel français, né le 9 mai 1985 à Paris. Il est connu pour sa pratique du freestyle, du freeride et du ski de pentes raides.

## Biographie
Il grandit à Lyon. Il commence le ski à 2 ans dans la station d'Orcières Merlette  et essaye de devenir moniteur de ski à La Plagne à l'âge de 15 ans au CESNI. Il commence le freestyle et devient pro à l'âge de 18 ans. En 2007, il gagne, à Stockholm, le King of Style avant de découvrir les montagnes d'Alaska où il excelle. Il sera le premier non-américain à tourner dans les films de la production MSP et ce 7 années durant. Il produit désormais lui-même ses films.  

## Sponsors
Il est sponsorisé par RedBull,, Oakley,, Dynastar,,, Swatch (création d'une montre à son nom limitée à 1000 exemplaires en 2015) et Pullin.

## Filmographie
- Reportage, « Tracks : Richard "Rich" Permin - Le Français volant », 7 min[6]. (Arte oct. 2012)
- MSP "Superheroes of Stoke" Avec ce film, en 2012, à Annecy, sa ville de résidence[3], il obtient le prix de la meilleure séquence à l'IF3[7]. Le film obtient le prix du meilleur film de big mountain[7].
- MSP "Days of my youth" Ce film de la super boîte de production américaine MSP documente trois hivers sur deux ans, triplant ainsi tous les budgets de production engagés auparavant. Il est le plus audacieux et le plus convaincant des films de ski réalisés jusqu’à lors.
- Doublure Jean Dujardin, Brice de Nice 3, septembre 2016.
- Good Morning (2019). Ce film se déroule à Avoriaz, on le voit aller de toits en toits. Le tournage fut retardé surtout à cause d'une chute importante pendant le tournage [8].

## Médias.
- Le monde
- LUI magazine
- Canal + Le journal
- Arte
- Tout le sport
- TV News
- RED Bulletin
- Men's Health
- VSD
- Bein Sport